# Yorick Le Saux
Pour les articles homonymes, voir Saux (homonymie) et Le Saux.
Yorick Le Saux est un directeur de la photographie français, né à Neuilly-sur-Seine le 10 août 1968. Il est diplômé de La Femis en 1994. Il a travaillé avec des réalisateurs comme François Ozon, Olivier Assayas et Luca Guadagnino. En 2011, Variety le place dans leur liste des « dix directeurs de la photographie à suivre ».

## Filmographie

### Longs métrages
- 1998 : Sitcom de François Ozon
- 2001 : Café de la plage de Benoît Graffin
- 2003 : Swimming Pool de François Ozon
- 2004 : 5×2 de François Ozon
- 2006 : Quand j'étais chanteur de Xavier Giannoli
- 2007 : Boarding Gate d'Olivier Assayas
- 2008 : Julia d'Érick Zonca
- 2009 : Amore de Luca Guadagnino
- 2010 : Potiche de François Ozon
- 2010 : Carlos d'Olivier Assayas
- 2012 : Arbitrage de Nicholas Jarecki
- 2013 : Only Lovers Left Alive de Jim Jarmusch
- 2014 : Sils Maria d'Olivier Assayas
- 2015 : A Bigger Splash de Luca Guadagnino
- 2016 : Personal Shopper d'Olivier Assayas
- 2018 : High Life de Claire Denis
- 2019 : Doubles Vies d'Olivier Assayas
- 2019 : Les Filles du docteur March de Greta Gerwig
- 2021 : Tromperie d'Arnaud Desplechin
- 2021 : Evolution de Kornél Mundruczó
- 2024 : Blitz de Steve McQueen
- 2025 : Le Mage du Kremlin (The Wizard of the Kremlin) d'Olivier Assayas

### Courts métrages
- 1996 : Une robe d'été de François Ozon
- 1997 : Regarde la mer de François Ozon

### Séries télévisées
- 2022 : Irma Vep

## Distinction
- 2011 : Prix de la Cinématographie du 8e International Cinephile Society Awards pour Amore[4]
- 2024 : Prix AFC de la meilleure photographie pour une série pour Irma Vep d'Olivier Assayas.